# Nestegis sandwicensis
Nestegis sandwicensis es una especie de árbol perteneciente a la familia Oleaceae, que es un endemismo de Hawái.

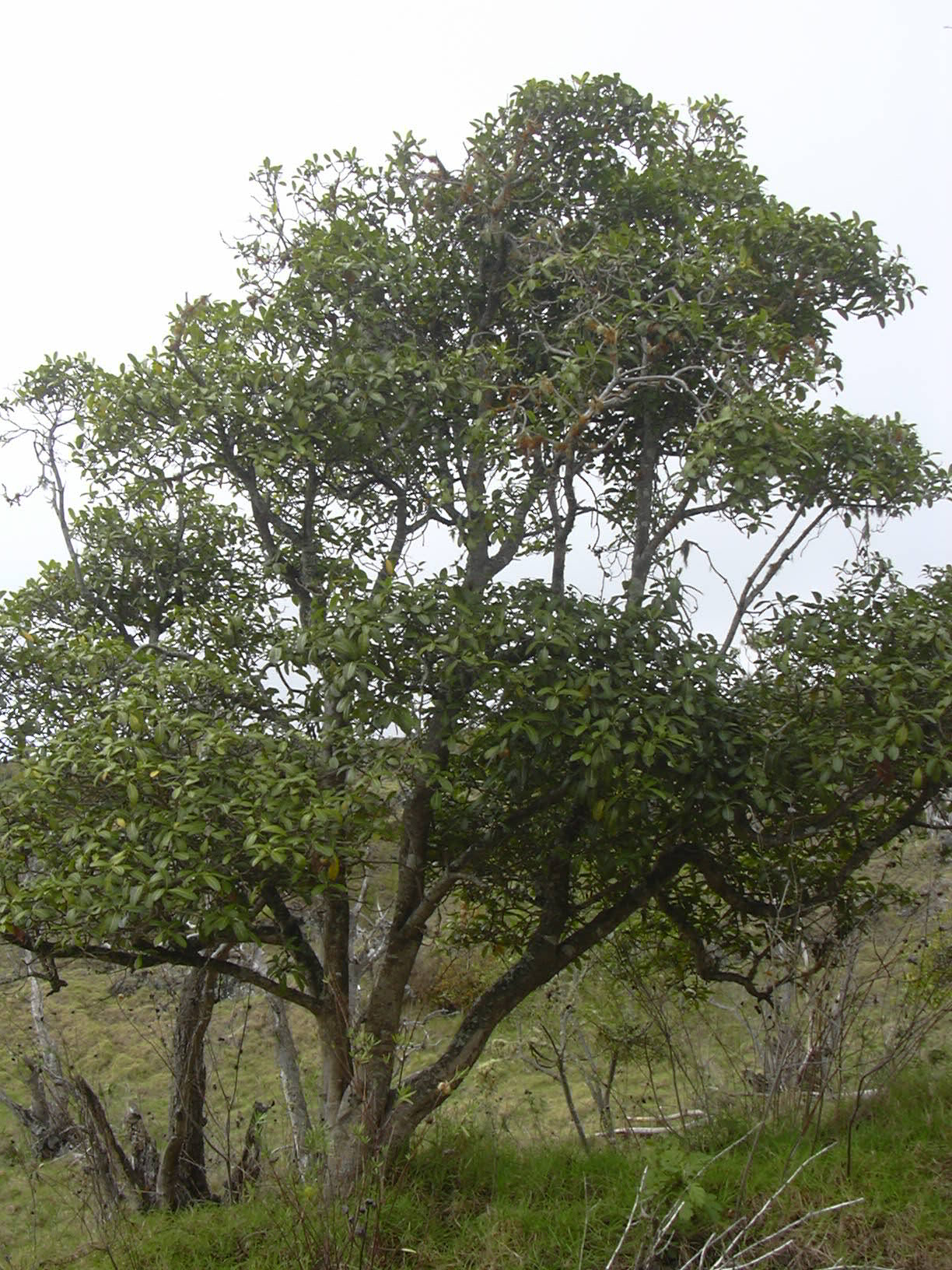
Vista del árbol

## Distribución y hábitat
Se encuentra en todas las islas en las elevaciones de 30-1,300 metros en los bosques tropicales costeros y los bosques templados mixtos, y, en especial, los bosques secos.

## Descripción
Por lo general, alcanza un tamaño  de 6 m de altura con un  tronco de 0,2 m de diámetro, pero puede alcanzar los 20 m  de altura con un diámetro de  0,9 m.

## Usos
Los nativos Hawaianos utilizaron la madera dura para hacer azuelas,  raspadores para hacer anzuelos, o palos para cavar,  dagas, dardos y lanzas. También fue utilizada leña.Hawaianos

## Taxonomía
Nestegis sandwicensis fue descrita por (A.Gray) O.Deg., I.Deg. & L.A.S.Johnson y publicado en Flora Hawaiensis 300: s.p. 1958.
Sinonimia
- Gymnelaea sandwicensis (A.Gray) L.A.S.Johnson
- Olea sandwicensis A.Gray
- Osmanthus sandwicensis (A.Gray) Benth. & Hook.f. ex B.D.Jacks.[5][6][2]